# Oxylepus convexicollis
Oxylepus convexicollis  (лат.) — вид жуков щитоносок (Cassidini) из семейства листоедов.
Намибия (Maltahöhe). Тело уплощённое желтовато-песочного цвета. Голова сверху не видна, так как прикрыта переднеспинкой. Надкрылья с 6 выступами в верхней части (более крупные спереди, самые мелкие в задней части).
Растительноядная группа, питаются растениями различных видов семейства маревые (Chenopodiaceae), в том числе из рода солянка (Salsola sp.).